# Jean-Frédéric de Poméranie
Jean-Frédéric de Poméranie (en allemand : Johann Friedrich) (né le 27 août 1542 – mort le 9 février 1600) il fut d'abord administrateur de l'évêché luthérien de Cammin de 1556 à 1574 puis duc duc de Poméranie de 1560 à 1600. Nommé évêque dès 1556 et héritier du duché en 1560, il demeure sous la tutelle de son grand-oncle Barnim IX (XI) jusqu'à ce qu'il exerce lui-même ses fonctions en 1567.

## Biographie

### Origine et jeunesse
Jean-Frédéric est l'aîné des fils du duc Philippe Ier de Poméranie-Wolgast et de Marie de Saxe. À l'âge de 14 ans il est élu évêque de Cammin le 29 août 1556, après la mort de son prédécesseur Martin von Weiher le 8 juin précédent. Avec Jean- Frédéric la lignée des ducs de Poméranie occupe de manière permanente cet office jusqu'en 1637 voire 1650 mettant ainsi fin à l'indépendance des importants domaines du diocèse désormais sécularisé vis-à-vis du duché de Poméranie. En 1560, l'évêché passe à la réforme luthérienne.
Quand son père meurt le 14 février 1560, Jean-Frédéric devient duc de Poméranie-Wolgast bien qu'il demeure sous la tutelle de son grand-oncle Barnim IX (XI). Pendant que sa mère nomme le grand-sénéchal Ulrich von Schwerin comme administrateur du duché, il se rend à la cour de Maximilien II du Saint-Empire à Vienne et participe à la guerre des Habsbourg contre les Ottomans qui assaillent l'empire. Après son retour en Poméranie en 1567, Jean-Frédéric assume ses fonctions d'évêque luthérien de Cammin et de duc de Poméranie qu'il partage provisoirement avec son frère Bogusław XIII.
Quand en 1569 le duc Barnim IX (XI), âgé de 68 ans et sans héritier, décide de renoncer à ses fonctions les possessions du duché de Poméranie sont partagées entre les membres masculins de la lignée des ducales le 23 mai 1569 à « Jasenitz » localité désormais incluse dans la ville polonaise de Police, qui est approuvé par le Landtag de Wollin. Jean-Frédéric conjointement avec son frère Barnim X (XII), reçoivent le « Teilherzogtum » de Poméranie-Szczecin , pendant que les autres frères, Ernest-Louis et Bogusław XIII, reçoivent la Poméranie-Wolgast et Casimir VI (IX) obtient l'expectative de l'évêché de Cammin, auquel renonce Jean-Frédéric en 1574. Bogusław et Barnim renoncent immédiatement à leurs droits sur l'héritage et reçoivent en compensation respectivement les domaines de Barth et Neuenkamp aujourd'hui Franzburg pour l'un et de Rügenwalde pour l'autre Jean-Frédéric peut dorénavant régner seul sur sa part.

### Règne

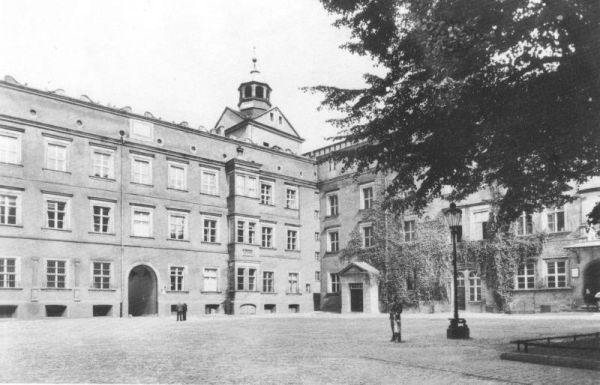
Résidence ducale de Szczecin (en 1939), rebâtie par Jean-Frédéric en 1577

Pendant son règne Jean-Frédéric s'attache à développer son État. Il fait de Szczecin l'une des trois seules places monétaires autorisées à émettre de la monnaie métallique dans le Cercle de Haute-Saxe, les deux autres cités étant Leipzig et Berlin. Il proteste aussi contre l'interdiction de l'utilisation de pièces de monnaie impériale à l'extérieur du Saint-Empire, arguant que disposition cette est défavorable à son duché du fait de sa situation de centre de commerce frontalier. En 1570, le duc organise au nom de l'empereur Maximilien II du Saint-Empire, une conférence de paix destinée à mettre fin à la guerre nordique de Sept Ans entre le Royaume de Suède et celui du Danemark-Norvège. Il est le principal négociateur nommé par l'empereur, et la conférence se termine par la conclusion du Traité de Stettin.
En 1568, il entreprend la construction d'une résidence épiscopale à Koszalin. En 1577, il reconstruit la résidence ducale de Szczecin dans le style de la renaissance italienne, rasant ainsi une partie du palais antérieur et remplacement certaines de ses pièces et l'église dédiée à Saint-Otto. Jean Frédéric tente sans succès d'accroitre la puissance militaire du duché de Poméranie dans le cadre du Cercle de Haute-Saxe afin de l'élever à une position comparable à celle du duché de Saxe ou du margraviat de Brandebourg. Il échoue également à obtenir un statut d'un rang supérieur pour lui-même car il reste un souverain de troisième ordre Zugeordneter, après le Kreisoberst de Saxe et le Nachgeordneter de Brandenburg. Il échoue aussi à obtenir que l'assemblée du Cercle le « Kreistag » octroie au duché de Poméranie un Zugeordneter supplémentaire et de ce fait il suspend le paiement de sa contribution financière à la trésorerie du Cercle, le « Kreiskasten ».

## Union et décès
Jean Frédéric améliore les relations avec le Brandebourg en épousant à Szczecin le 17 février 1577, Erdmuthe de Brandebourg (°26 juin 1561, †13 novembre 1623 à Słupsk), fille ainée du Prince-électeur Jean II Georges de Brandebourg. Leur union demeure stérile. Jean-Frédéric meurt brutalement le 9 février 1600. Sa disparition soudaine pendant une fête à Wolgast contribue à développer en Poméranie une peur apocalyptique de type millénariste au début de l'année 1600. Il a comme successeur son frère Barnim X (XII) qui ne lui survit que trois ans.